# Antoni Postius Terrado
Antoni Postius Terrado, né le 11 août 1984, est un homme politique espagnol membre de la Convergence démocratique de Catalogne (CDC).
Il est élu député de la circonscription de Lleida lors des élections générales de décembre 2015.

## Biographie

### Formation et profession
Antoni Postius Terrado est ingénieur en informatique de gestion. Il est titulaire d'une licence en droit.

### Activités politiques
Il est conseiller municipal de Lleida et président du groupe municipal CiU.
Le 20 décembre 2015, il est élu député pour Lleida au Congrès des députés.